# 호레시
호레시(페르시아어: خورش)는 이란의 스튜 요리이다. 쌀밥이나 빵과 먹는다.

## 사진 갤러리

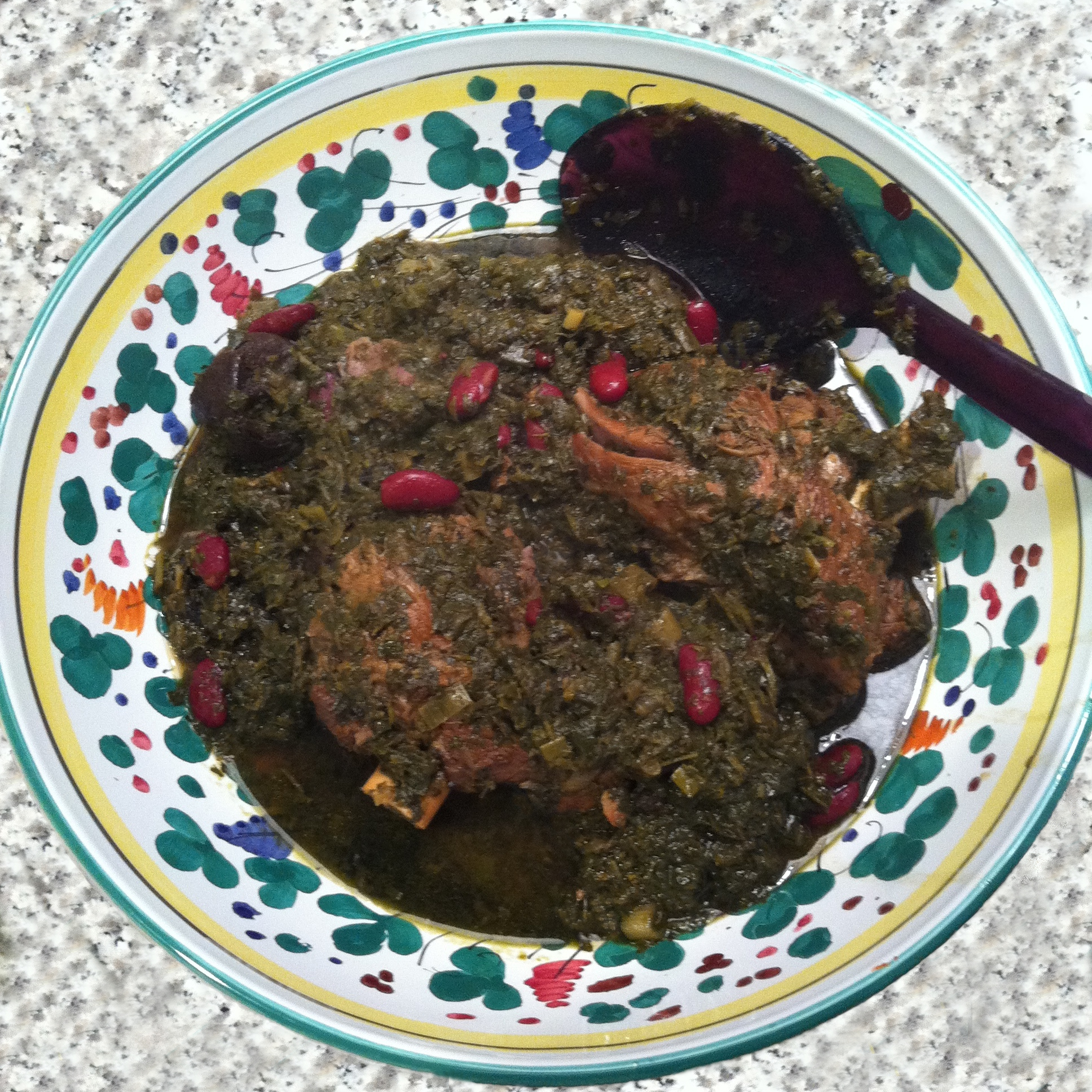
호레셰 고르메 사브지
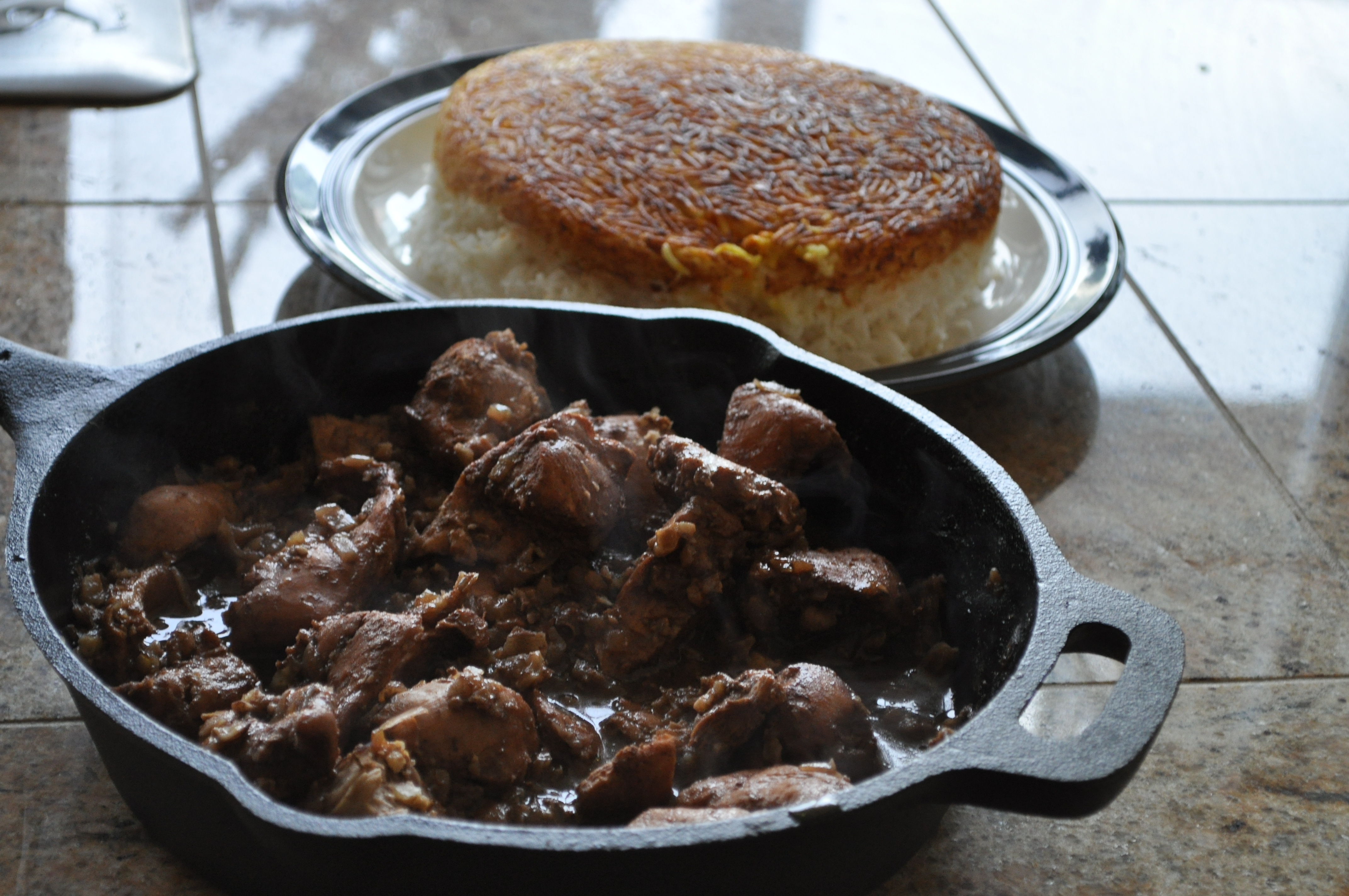
호레셰 페센잔

## 같이 보기
- 스튜
- 찌개
- 찜